# Effetto rebound (medicina)
L'effetto rebound o fenomeno di rebound è il ripresentarsi o l'inasprimento di una malattia dopo la sospensione di un trattamento farmacologico o la riduzione del suo dosaggio. La gravità dei sintomi è spesso peggiore rispetto ai livelli di trattamento.

## Esempi

### Benzodiazepine
La sospensione delle benzodiazepine può dar luogo a sintomi di rimbalzo come ansia e insonnia; questi fanno parte dell'insieme dei sintomi che caratterizzano la sindrome da sospensione.
Questo fenomeno si manifesta anche con i nuovi farmaci Z, come eszopiclone e zolpidem.
L'astinenza da benzodiazepine, nel caso di agenti a breve durata d'azione, si può manifestare anche tra una somministrazione e l'altra, come nel caso del triazolam, caratterizzato da alta potenza e breve emivita.

### Stimolanti
L'effetto rebound a seguito della sospensione di stimolanti, come il metilfenidato o le destroanfetamine includono: psicosi, depressione e la sindrome da deficit di attenzione e iperattività (ADHD) ma in una forma temporanea molto grave. Fino ad un terzo dei bambini con ADHD sperimentano un effetto rebound quando viene loro sospeso il metilfenidato.

### Antidepressivi
Alcuni antidepressivi possono determinare dei sintomi da rimbalzo (rebound) qualora la loro somministrazione venga interrotta bruscamente. I sintomi da rimbalzo possono essere evitati scalando gradualmente il dosaggio della terapia secondo indicazione medica.

### Antipsicotici
Improvvise e gravi crisi di psicosi possono verificarsi quando gli antipsicotici vengono sospesi troppo rapidamente.

### Decongestionanti
L'effetto rebound causato da un sovradosaggio di questi farmaci. I vasi sanguigni dilatati, tendono a dilatarsi ancora di più, causando un'ostruzione.